# Hirschreit
Hirschreit ist ein Gemeindeteil der Stadt Tittmoning im oberbayerischen Landkreis Traunstein. Die Einöde liegt circa drei Kilometer nördlich von Tittmoning.

## Baudenkmäler
Siehe auch: Liste der Baudenkmäler in Tittmoning#Weitere Ortsteile
- Bildstock aus dem 16. Jahrhundert